# 獨步文化
獨步文化（英語：APEX PRESS），是台灣城邦媒體控股集團旗下的出版事業部，出版方向以代理日本推理小說為主。

## 概要
- 2005年成立，名稱取自國木田獨步[2]。
- 2006年8月，自商周出版獨立[3]。
- 現為城邦文化旗下之事業單位。

## 出版品

### Mook
- 《謎詭》 - 日本推理文學相關情報誌，不定期發行，現已出版5期。

### 小說
- 作品集系列 - 為特定作家開設的個人作品書系，書系命名採取「『作家名』作品集」方式。
- 日本推理名家傑作選
- 日本推理大師經典
- E·Fiction
- 恠小說
- NIL
- H+W

## 關聯作家
- 宮部美幸
- 土屋隆夫
- 東野圭吾
- 伊坂幸太郎
- 乙一
- 京極夏彥
- 恩田陸
- 道尾秀介
- 櫻庭一樹
- 北村薰
- 筒井康隆
- 大澤在昌
- 泡坂妻夫
- 江戶川亂步
- 岡嶋二人
- 髙村薰
- 米澤穗信
- 橫溝正史
- 松本清張
- 夏樹靜子
- 天藤真
- 柳廣司
- 折原一
- 北山猛邦
- 橫山秀夫
- 藤田宜永（日语：藤田宜永）

## 相關連結
- 城邦文化

## 註解
1. ↑  .   [2014-10-02]. （原始内容存档于2020-03-29）.
2. ↑  .   [2012-04-30]. （原始内容存档于2020-08-15）.
3. ↑  .   [2012-04-30]. （原始内容存档于2020-11-28）.

## 外部連結
- （繁體中文） 獨步文化》 bubu's blog （页面存档备份，存于），官方網誌。
- （繁體中文） 獨步文化的Facebook專頁
- （繁體中文） 城邦出版控股集團｜子集團簡介 （页面存档备份，存于）